# ATP Challenger Nugra Santana
Der ATP Challenger Nugra Santana (offiziell: Nugra Santana Challenger) war ein Tennisturnier, das 1988 einmal in  Jakarta, Indonesien, stattfand. Es gehörte zur ATP Challenger Tour und wurde im Freien auf Hartplatz gespielt. Der von der ATP genannte Name des Austragungsortes bezeichnet keine in Indonesien bekannte Stadt, sondern ist nach der Nugra Santana Group benannt, die in Jakarta beheimatet ist.

## Liste der Sieger

### Einzel
| Jahr | Sieger     | Finalgegner | Ergebnis      |
| ---- | ---------- | ----------- | ------------- |
| 1988 | Shane Barr | Steve Guy   | 1:6, 7:5, 6:3 |

### Doppel
| Jahr | Sieger                 | Finalgegner              | Ergebnis |
| ---- | ---------------------- | ------------------------ | -------- |
| 1988 | Tim Pawsat Brad Pearce | Steve DeVries John Sobel | 6:3, 6:3 |